# بوداگرایی پاک‌بوم

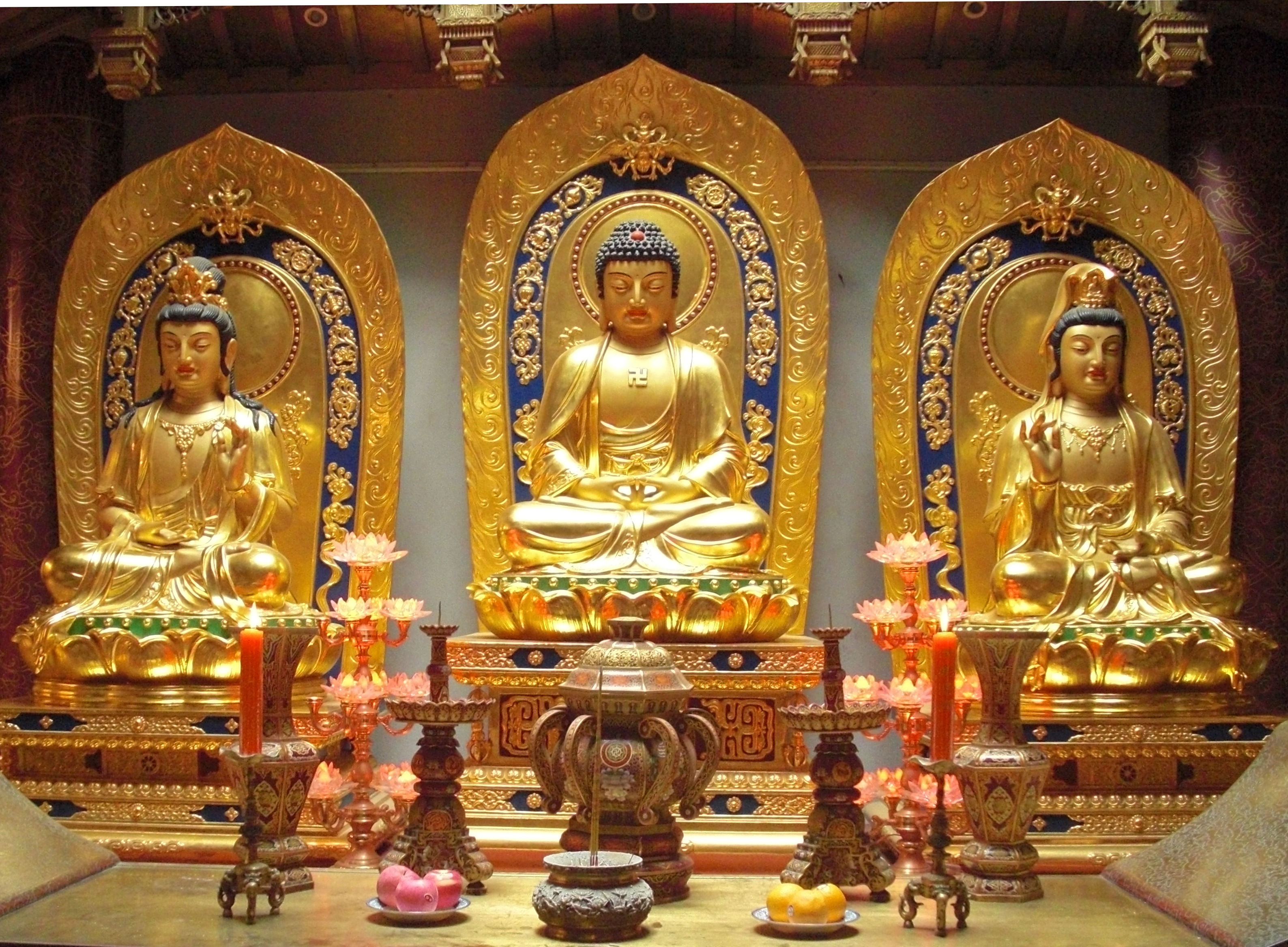
آمیتابه بودا و بوداهای همراه اولوکیتشوره (راست) و مهاستامه پراپته (چپ)

آیین بودای پاکبوم ، جودو بوکیو (به ژاپنی: 浄土仏教) ،آمیداگرایی در قرن اول یا دوم میلادی در هند پیدا شد. در این آیین از بهشت خاوری پاک بوم سخن می‌گویند و عقیده بر این بود که مؤمنان پس از مرگ در آن بهشت زاده خواهند شد و این پاداش ایمان و کردارهای نیک آنان است. رستگارکننده این مکتب آمیدا (آمیتابه) یا بودای فروغ بی کران است. 

## ژاپن
آیین بودای پاک بوم در قرن ششم به ژاپن آورده شد؛ از قرن دهم تا سیزدهم مکاتب بسیاری از آن شکل گرفت: ریونین (۱۰۷۳–۱۱۳۲) فرقه یووزو ننبوتسو، هونئن (۱۱۳۳–۱۲۱۲) فرقه جودو، شینرن (۱۱۷۳–۱۲۶۳) فرقه جودو شین، و ایپن (۱۲۳۹–۱۲۸۹) فرقه جی را بنیاد نهادند.
آمیداگرایی را می‌توان به سه دسته کلی تقسیم کرد. 
1. اولی آمیدای موضوع تمرین نظاره است، چنان‌که در فرقه‌های آغازین، مانند فرقه تندای و فرقه شینگون، دیده می‌شود.
2. دومی آمیدایی است که او را رهاننده‌ای می‌دانند که میرنده را به پاکبوم خویش پذیره می‌شود، و بدین گونه بشارت حیات ابدی می‌دهد؛ این باور عوامانهٔ پاکبوم بود به خصوص در دوره هیان (۷۹۴–۱۱۸۵) در ژاپن.
3. سومی آمیدایی است به مثابه نیروی رستگارگری که ارزش زندگی انسان و بوداییت همه باشندگان، حتی پست‌ترین گناهکاران، را اثبات می‌کند. این سنت، که آموزه هونئن و شینران در دوره کاماکورا (۱۱۸۵–۱۳۳۳) است، بر ذکر نمبوتسو (ناموآمیدابوتسو: «ایمان می‌آورم به آمیدابودا»)، تأکید می‌کند. این ذکر هم فراخواندن آمیدا بوداست (مؤمنان را) به زندگی راستین و هم پاسخ انسان است به آن ندا، که هر دو باید این جا و اکنون در این عالم تحقق یابد.

معمولاً آمیدا را در هنرهای دیداری با دو بوداسف، یعنی کان‌نون (سنسکریت: اولوکیتشوره) و سی‌شی (سنسکریت:مهاستامه‌پراپته)، در دو طرف او تصویر می‌کنند. در پرده‌های نقاشی او را چنین مصور می‌کنند که فرود می‌آید که مؤمن میرنده را خوشامد گوید. در ژاپن تالارهای آمیدا (آمیدادو) ی بسیاری را برای پرستش آمیدا ساخته‌اند که مشهورترین آنها  معبد بیودواین در اوجی است.